# Pacific Undersea Gardens

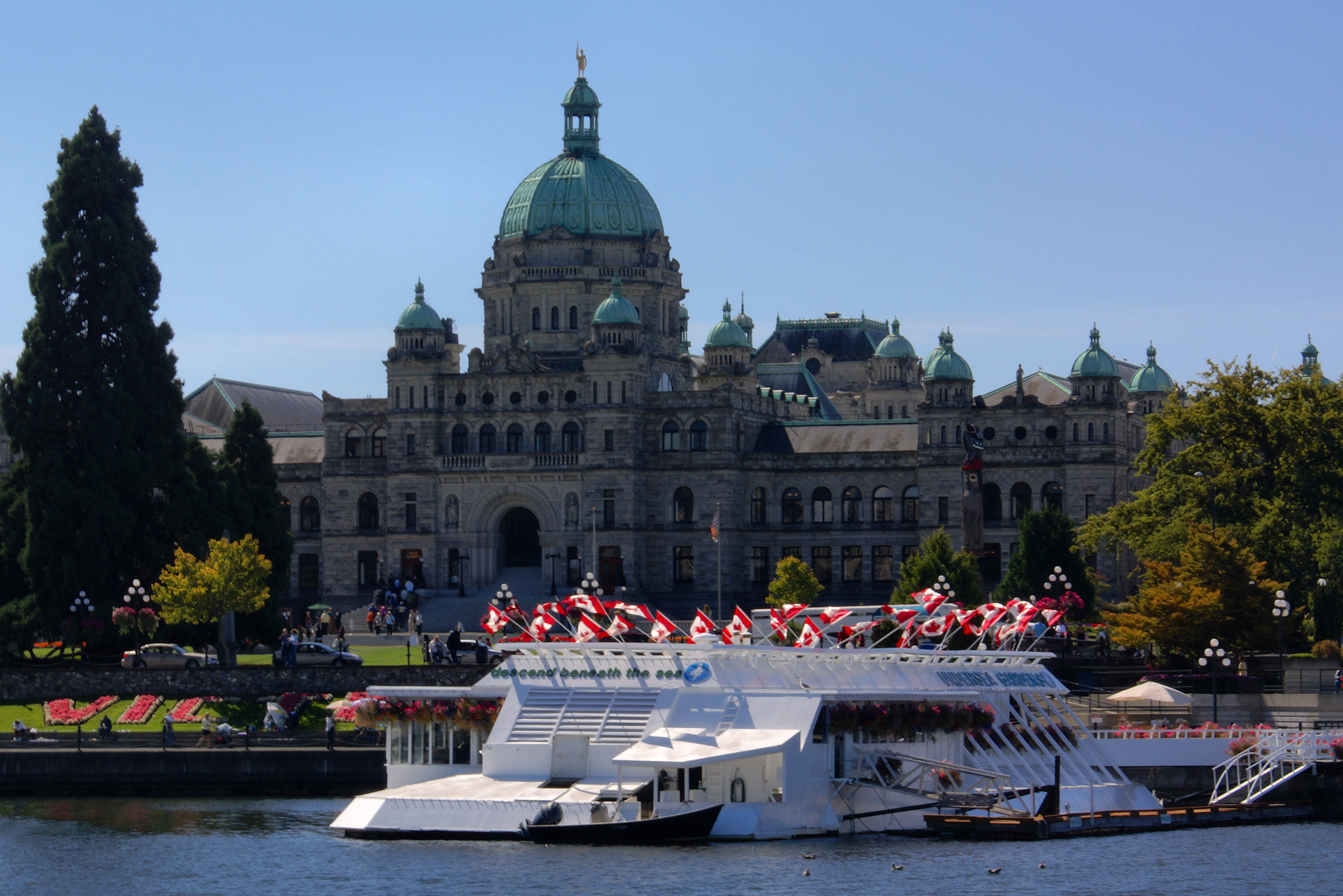
Os Pacific Undersea Gardens, em primeiro plano, no meio do porto, juntamente com os Edifícios Legislativos da Colúmbia Britânica, ao fundo.

Os Pacific Undersea Gardens (em português:Jardins Submarinos do Pacífico) ficam no Inner Harbour, no coração da baixa de Victoria, Colúmbia Britânica, Canadá. Os Jardins pertencem e são operados pela Oak Bay Marine Group.

## Exposições
Os Pacific Undersea Gardens abrigam mais de 5.000 espécies diferentes da vida marinha da Colúmbia Britânica. Entre essas espécies estão diferentes tipos de peixe, caranguejos, estrelas-do-mar, anémonas, ouriços-do-mar, pepinos-do-mar, vieiras, enguias-lobo e polvos-gigantes.